# Полковнику ніхто не пише (фільм)
«Полковнику ніхто не пише» (ісп. El coronel no tiene quien le escriba) — кінофільм Артуро Ріпштейна, знятий 1999 року за однойменним твором Габріеля Гарсії Маркеса. Фільм-учасник основної конкурсної програми 52-го Каннського кінофестивалю.

## Сюжет
Фільм за повістю Габріеля Гарсія Маркеса «Полковнику ніхто не пише». Полковник багато років чекає на заслужену пенсію за військові заслуги. Багато урядів змінилося, але про пенсію ніхто і не згадує. Єдиною надією полковника залишається бійцівський півень його загиблого сина.

## У ролях
| Актор                  | Роль      |
| ---------------------- | --------- |
| Фернандо Лухан         | полковник |
| Маріса Паредес         | Лола      |
| Сальма Гаєк            | Хулія     |
| Рафаель Інклан         | падре     |
| Ернесто Яньєс          | дон Себас |
| Даниель Хіменес Качо   | Ногалес   |
| Естебан Соберанес      | Герман    |
| Патрисія Реєс Спіндола | Хасінта   |
| Одісео Бічір           | доктор    |